# Gruby i chudy
Gruby i chudy (fran. Le gros et le maigre) – to film krótkometrażowy Romana Polańskiego i Jean-Pierre Rousseau z 1961 roku. 

## Fabuła
15-minutowy, niemy film przedstawia stosunek zależności pomiędzy dwoma postaciami: potężnym mężczyzną w średnim wieku a młodym, wychudzonym i niskim niewolnikiem. „Chudy” robi wszystko by zadowolić swojego wypoczywającego pana. Akcja całego filmu rozgrywa się w jednym miejscu – przed posiadłością „Grubego”.
Filozoficzno-groteskowy film zdobył wyróżnienie na festiwalu w Tours.

## Obsada
- Roman Polański – „Chudy”
- Andrzej Katelbach – „Gruby”

## Muzyka
- Krzysztof Komeda